# Deir al-Asad
Deir al-Asad ou Dayr al-Asad (hébreu : דֵיר אֶל-אַסַד, arabe : دير الأسد) est une ville arabe de Galilée, située dans le District nord d’Israël près de Karmiel.